# Coelioxys modesta
Coelioxys modesta är en biart som beskrevs av Smith 1854. Coelioxys modesta ingår i släktet kägelbin, och familjen buksamlarbin. Inga underarter finns listade i Catalogue of Life.